# Громадянська війна в Уганді
Громадянська війна в Уганді (також відома як Війна в кущах) — збройний конфлікт в Уганді між Фронтом національного звільнення Уганди і низкою повстанських груп, головним чином — Національною Армією Опору, з 1980 по 1986 рік.

## Передумови
У 1971 році Президента Уганди Мілтона Оботе було повалено у результаті державного перевороту генералом Іді Аміном з Армії Уганди яка не мала чіткої назви на той час, її нинішнім ім'ям є Угандійські Народні Сили Оборони (УНСО). Оботе був президентом з часів незалежності Уганди від Сполученого Королівства в 1962 році, і його режим супроводжувався загальним зниженням рівня життя в країні, поширенням корупції, тероризмом і переслідуванням етнічних груп. Зростаюча непопулярність Оботе привела його до думки, що суперники змовляються проти нього, особливо Іді Амін, і влаштували чистку, коли він перебував за межами країни. Амін був попереджений про заплановану чистку і почав діяти зненацька, захопивши президентство і вигнавши Оботе в Танзанію. Незважаючи на початкову популярність, Амін швидко звернувся до деспотизму і встановив військову диктатуру, яка прискорила занепад режиму Оботе, знищивши економіку і політичну систему країни.
Зростаюча опозиція до його режиму, параноя над Мілтоном Оботе, що повертається, щоб скинути його, і тертя з президентом Танзанії Джуліусом Ньєрере спонукали Аміна розпочати війну в Уганді та Танзанії, оголосивши війну Танзанії і анексувавши частину регіону Кагера. Сили Аміна та його лівійські союзники були розбиті танзанійськими військами та Національним фронтом визволення Уганди, політичною коаліцією, сформованою вигнаними антиамінськими угандійцями під керівництвом Оботе, чиє озброєне крило було відоме як Угандійська національна визвольна армія. Аміна було скинуто під час падіння Кампали, а потім він втік з країни, і Фронт національного звільнення Уганди був встановлений Танзанією, щоб замінити його. Нестабільний уряд ФНЗУ в період з квітня 1979 року по грудень 1980 року керував країною. Тим часом вигнані солдати, що були лояльні Аміну, втекли в Заїр і Судан, реорганізувалися і були готові розпочати війну, щоб відновити контроль над Угандою.

## Хід війни
Першою групою, яка ініціювала бойові дії, були прихильники Аміна, які восени 1980 року почали повстання проти уряду ФНЗУ. Їхня сила в 7100 солдатів ніколи не мала офіційної назви, але її називають «армією Уганди». Війська Аміна в армії Уганди також були відомі як «Західний фронт» або «Західний фронт Нілу». Незважаючи на те, що армія Уганди була погано озброєна, вона розпочала руйнівний рейд з Судану в субрегіоні Західного Нілу в Уганді в жовтні 1980 року, захопивши кілька міст і завдавши численних жертв місцевим гарнізонам ФНЗУ. Оскільки повстанці знали, що вони не зможуть утримувати захоплену територію проти повної контрнаступу ФНЗУ, вони відійшли назад до Судану через кілька днів. Армія Уганди розпочала наступ безпосередньо перед національними виборами в Уганді в грудні 1980 року, і на цей раз вона утримувала території, які вона захопила в Західному Нілі, і поступово розширювала свої володіння.
Потім наступ було зірвано внутрішніми поділами, оскільки частини армії Уганди залишалися вірними Іді Аміну, тоді як інші хотіли дистанціюватися від непопулярного старого диктатора. Остання частина повстанської армії розділилася, утворивши «Національний фронт порятунку Уганди» (НФПУ) під керівництвом Мойсея Алі, тоді як інші прихильники Аміна стали відомі як «колишня національна армія Уганди» (КНАУ).
У міру того, як повстання в Західному Нілі розширювалося і тріскалося, уряд ФНЗУ відчув свої розбіжності. Вибори в грудні 1980 року були офіційно виграні Угандійським Конгресом народів Мілтона Оботе, що знову фактично зробило його президентом Уганди. Проте інші кандидати висловлювали суперечки щодо результатів, що призвело до збільшення конфліктів. Йовері Мусевені, колишній командувач ФНЗУ під час війни в Уганді та Танзанії, лідер Партії Патріотичного Руху, заявив про фальсифікацію виборів і оголосив збройне повстання проти уряду Оботе. Мусевені і його прихильники зібралися на південному заході Уганди і сформували Народну Армію Опору (НАО), яка згодом об'єдналася з групою колишнього президента Юсуфа Луле, Угандійськими борцями за свободу, щоб створити Національну Армію Опору і її політичне крило — Національний Рух Опору. Багато руандійських вигнанців в Уганді, включаючи Поля Кагаме (який пізніше утворив Руандійський патріотичний фронт), об'єдналися з НАО Мусевені проти Оботе. Кагаме навчався в Танзанії як шпигун, а пізніше став головним контррозвідником Мусевені.
6 лютого 1981 року на півдні розпочалися бойові дії з нападом НАО на армійські позиції в центральному районі Мубенде. Мусевені був знайомий з партизанською війною, воював з Мозамбіцьким фронтом визволення в Мозамбіку, своїм власним фронтом для національного порятунку для боротьби з режимом Аміна, і продовжував проводити кампанію в сільській місцевості, ворожої до уряду Оботе, особливо в центральній і західній Бугандах і в західних областях Анколе і Буньоро. Більшість невеликих мобільних підрозділів були під командуванням Фреда Рувігеми та Саліма Салеха, брата Мусевені. Групою «А» командував Стівен Кашак, групою «B» — Джорам Мугме, і групою «C» — Пекос Кутеса. Існували три маленькі зональні сили: блок Лутта, що діяв у районі Капіка, блок Кабалега, що діє біля Ківоко, і блок Нкурмах, що діяв в районі Ссінго.
Поки інтенсивність повстання на півдні зростала, КНАУ і НФПУ почали боротися один з одним у Західному Нілі. Перші зуміли здобути перевагу, але ця боротьба між повстанцями призвела до їх загального ослаблення. Таким чином, у грудні 1982 р. УНРФ було знищено здебільшого під час наступу уряду, де спостерігалося поширення руйнувань і масових вбивств з боку ФНЗУ, після чого 260 тис. Осіб втекли в Заїр і Судан. Це, своєю чергою, знищило «повстанську інфраструктуру» КНАУ і НФПУ, що ще більше послабило їхні залишки.
У 1983 році уряд Оботе розпочав операцію Бонанза, велику військову експедицію сил ФНЗУ, яка сама вбила десятки тисяч людей і переселила значну частину населення. Винуватцями масових вбивств стали угруповання Північної Уганди за підтримки дій НАО, що посилило існуючу регіональну напруженість у країні.
У липні 1985 року військові командири ФНЗУ генерал Тіто Окелло і генерал-лейтенант Базиліо Олара-Окело провели державний переворот, який витіснив з президентства Мілтона Оботе, який потім втік до Кенії, а згодом до Замбії. До 22 січня 1986 року урядові війська в столиці Кампалі почали масово відмовлятися від своїх посад, оскільки повстанці захоплювали землі з півдня і південного заходу. Окелло був президентом протягом шести місяців, поки не втік до Кенії у вигнанні, коли уряд був зрештою розгромлений НАО 25 січня 1986 року. У 1995 році Національна Армія Опору була перейменована в Угандійські народні оборонні сили.

## Наслідки
За підрахунками, близько 100 000 до 500 000 людей, у тому числі учасників бойових дій і цивільних осіб, загинули в результаті Першої громадянської війни в Уганді.
Мілтон Оботе ніколи не повертався в Уганду після свого другого повалення і вигнання, незважаючи на неодноразові чутки, що він планує повернутися до угандійської політики. Оботе пішов у відставку як лідер Конгресу народів Уганди, а його дружина — Мірія Оботе, незадовго до смерті 10 жовтня 2005 року в Південній Африці. Тіто Окелло залишився у вигнанні в Кенії до 1993 року. Коли Мусевені надав йому амністію, він повернувся до Уганди, де помер у Кампалі в 1996 році.

### Порушення прав людини
До лав ФНЗУ входило багато етнічних Ачолі і Ланго, які самі по собі були жертвами геноцидних чисток Іді Аміна на півночі Уганди. Незважаючи на це, ФНЗУ під керівництвом Оботе знущалася і вбивала людей, що нагадує власні зловживання Аміна. Вони включали вимушене вивезення 750 тис. мирних жителів з району тодішнього округу Луверо, включаючи сучасні Кібоги, Кянканві, Накасеке та інші. Вони були переселені в табори біженців, контрольовані військовими. Багато мирних жителів за межами таборів, які стали відомі як «трикутник Луверо», постійно зловживали як «партизанські прихильники». Міжнародний комітет Червоного Хреста підрахував, що до липня 1985 року режим Оботе був відповідальним за понад 300 тисяч смертей цивільних осіб в Уганді.
НАО також скоювала злочини, оскільки проти мирних жителів використовувалися міни, а діти-солдати були широко поширені в рядах НАО і продовжували залишатися після того, як НАО стала регулярною армією Уганди.